# Eduard Zotter
Eduard Mathias Zotter (* 18. März 1857 in Wien; † 19. Dezember 1938 ebenda) war ein österreichischer Architekt.

## Leben
Nach seiner Ausbildung an der Technischen Hochschule bei Karl König und der Akademie der bildenden Künste Wien bei Friedrich von Schmidt begann er als Bauführer für mehrere große Kirchenprojekte zu arbeiten. Hierbei arbeitete er insbesondere mit Karl Schaden und Ludwig Zatzka zusammen.
1899 wurde er als Baureferent in der Hochbauabteilung des Ministeriums für öffentliche Arbeiten angestellt, wo er bis zum Leiter der Abteilung aufstieg.
Zotter war mit Adele Thumb verheiratet. Sein Sohn Friedrich Zotter und sein Neffe Eduard Thumb waren ebenfalls Architekten.

## Werke
| Foto |                 | Baujahr   | Name                                                                                | Standort                                                    | Beschreibung | Metadaten                                                                      |
| ---- | --------------- | --------- | ----------------------------------------------------------------------------------- | ----------------------------------------------------------- | --- | ------------------------------------------------------------------------------ |
| ja   | Datei hochladen | 1889–1890 | Villa Hainisch                                                                      | Gemeinde Gloggnitz, NÖ, Eichberg Standort                   | Herrenhaus Aue, Geburtsort von Michael Hainisch. Ursprünglich zum Erzabbau gehörend, später zur Baumwollverarbeitung. Anmerkung: Umbau durch Eduard Zotter 1889–1890. Baujahr des Gebäudes ca. 1750. | P84(Architekt): P131(Ort):                                                     |
| ja   | Datei hochladen | 1892–1891 | Dom in Fünfkirchen / Pécs · Wikidata                                                | Pécs, Ungarn Standort                                       | Anmerkung: Entwurf Friedrich von Schmidt | P84(Architekt):Friedrich von Schmidt P131(Ort):Pécs Region-ISO:HU-PS           |
| ja   | Datei hochladen | 1893      | Antoniuskirche HERIS-ID: 48511 Objekt-ID: 52034                                     | Wien 15, Pouthongasse Standort                              | Anmerkung: Entwurf Ludwig Zatzka | P84(Architekt):Ludwig Zatzka P131(Ort):Wien Region-ISO:AT-9                    |
| ja   | Datei hochladen | 1893–1898 | Rudolfsheimer Pfarrkirche HERIS-ID: 48560 Objekt-ID: 52090                          | Wien 15, Kardinal Rauscher-Platz Standort                   | Anmerkung: Bauführung u. Inneneinrichtung, Entwurf Friedrich von Schmidt und Karl Schaden | P84(Architekt): P131(Ort):Wien Region-ISO:AT-9                                 |
| ja   | Datei hochladen | 1895      | Vergrößerung Stadtpfarrkirche Gmunden HERIS-ID: 52138 Objekt-ID: 58397              | Gmunden, OÖ Standort                                        | Anmerkung: Ausführung unklar | P84(Architekt): P131(Ort):Gmunden Region-ISO:AT-4                              |
| ja   | Datei hochladen | 1895–1898 | Breitenseer Pfarrkirche HERIS-ID: 28285 Objekt-ID: 24843                            | Wien 14, Laurentiusplatz Standort                           | Anmerkung: mit Ludwig Zatzka | P84(Architekt):Ludwig Zatzka, Eduard Zotter P131(Ort):Wien Region-ISO:AT-9     |
| ja   | Datei hochladen | 1903      | Erneuerung und Aufbau des Domturmhelmes · Wikidata                                  | Split, Dalmatien / Spalato, HR Standort                     | Anmerkung: In anderer Quelle durch Alois Hauser | P84(Architekt): P131(Ort):Split Region-ISO:HR-17                               |
| ja   | Datei hochladen | 1903      | Pfarrkirche in Trschitz · Wikidata                                                  | Mähren / Tršice, CZ Standort                                | | P84(Architekt):Eduard Zotter P131(Ort):Q56416228 Region-ISO:CZ-71              |
| ja   | Datei hochladen | 1910      | Reichsstraßenbrücke über die Save bei Krainburg                                     | Krain / Kranj, SLO                                          | zerstört | P84(Architekt): P131(Ort):                                                     |
| ja   | Datei hochladen | 1910      | Kurhaus für Radiumtherapie in Joachimsthal · Wikidata                               | Böhmen / Jachymov, CZ Standort                              | | P84(Architekt):Eduard Zotter P131(Ort):Jáchymov Region-ISO:CZ-41               |
| ja   | Datei hochladen | 1911–1912 | Bundesstaatliches Serumprüfinstitut HERIS-ID: 48673 Objekt-ID: 52214                | Wien 16, Possingergasse 38 Standort                         | | P84(Architekt):Eduard Zotter P131(Ort):Ottakring Region-ISO:AT-9               |
| ja   | Datei hochladen | 1911–1912 | Ausflugsrestaurant Sophienalpe                                                      | Wien 14, Sophienalpenstraße 13 Standort                     | | P84(Architekt): P131(Ort):                                                     |
| ja   | Datei hochladen | 1911–1914 | Universitätsbibliothek HERIS-ID: 55551 Objekt-ID: 64246 TKK: 34240                  | Innsbruck, Tirol, Innrain 50 Standort                       | → Hauptartikel : Universitäts- und Landesbibliothek Tirol f1 | P84(Architekt):Eduard Zotter P131(Ort):Innsbruck Region-ISO:AT-7               |
| ja   | Datei hochladen | 1913      | Kirche in Gablitz HERIS-ID: 8282 Objekt-ID: 4232                                    | Gablitz, Niederösterreich Standort                          | → Hauptartikel : Pfarrkirche Gablitz f1 | P84(Architekt): P131(Ort):Gablitz Region-ISO:AT-3                              |
| ja   | Datei hochladen | 1912–1913 | Bildhaueratelier der Akademie der Bildenden Künste HERIS-ID: 8583 Objekt-ID: 4539   | Wien 2, Böcklinstraße 1 Standort                            | | P84(Architekt):Eduard Zotter P131(Ort):Leopoldstadt Region-ISO:AT-9            |
| ja   | Datei hochladen | 1913      | Reichsstraßenbrücke über die Drau in Marburg · Wikidata                             | Stmk. / Maribor, SLO Standort                               | → Hauptartikel : Glavni most f1 | P84(Architekt):Eduard Zotter P131(Ort):Stadtgemeinde Maribor Region-ISO:SI-070 |
| ja   | Datei hochladen | 1913      | Reichsstraßenbrücke über die Elbe bei Nimburg · Wikidata                            | Böhmen / Nymburk, CZ Standort                               | | P84(Architekt):Eduard Zotter P131(Ort):Nymburk Region-ISO:CZ-20                |
|      | Datei hochladen | 1913      | Halle des Österreichischen Staates auf der Internationalen Baufach-Ausstellung 1913 | Leipzig, Deutschland, auf dem (alten) Messegelände Standort | zerstört temporärer Bau, „aus eigenartigen Beton-Hohlsteinen von Janesch & Schnell in Wien ausgeführt“                                                                                               | P84(Architekt): P131(Ort):                                                     |
| ja   | Datei hochladen | 1913–1923 | Floridsdorfer Brücke                                                                | Wien 21 Standort                                            | zerstört | P84(Architekt): P131(Ort):Wien Region-ISO:AT-9                                 |
| ja   | Datei hochladen | 1914–1915 | Umbau des Wiener Landesgerichts HERIS-ID: 40955 Objekt-ID: 41259                    | Landesgerichtsstraße 9a, 11, Wien 8 Standort                | → Hauptartikel : Landesgericht für Strafsachen Wien f1 | P84(Architekt): P131(Ort):Wien Region-ISO:AT-1                                 |
| ja   | Datei hochladen | 1914–1920 | Kurhaus und Gemeindeamt HERIS-ID: 26677 Objekt-ID: 23167                            | Bad Hofgastein, OÖ, Kurplatz Standort                       | | P84(Architekt):Eduard Zotter P131(Ort):Bad Hofgastein Region-ISO:AT-5          |
| ja   | Datei hochladen | 1253      | Umbau des Schlosses Artstetten bei Pöchlarn HERIS-ID: 33598 Objekt-ID: 31237        | Artstetten Standort                                         | → Hauptartikel : Schloss Artstetten f1 | P84(Architekt): P131(Ort):Artstetten-Pöbring Region-ISO:AT-3                   |
|      | Datei hochladen |           | Schulen und Amtsgebäude in der österreich-ungarischen Monarchie                     |                                                             | mehrere Objekte | P84(Architekt): P131(Ort):                                                     |